# Могилів-Подільський
Могилі́в-Поді́льський — місто в Україні, центр Могилево-Подільської громади Вінницької області Відстань до обласного центру становить 121 км (автошляхом E583/М21). У місті розташовані пункти пропуску Могилів-Подільський — Отач (автомобільний) та Могилів-Подільський — Вовчинець (Велчінец) (залізничний) на кордоні з Молдовою.

## Історія

Захід сонця в Могилеві-Подільському

### Середньовіччя
Географічне положення, кліматичні умови та родючі землі краю завжди були сприятливі для проживання та діяльності людини. То ж не дивно, що заселення земель в низинах Дністра почалось ще в сиву давнину.
Як свідчать археологічні пам'ятки різних історичних епох і культур, перші поселенці в околицях Могилева з'явились в мустьєрську добу в період «неандертальців» (150-40 тисяч років до н. е.). Пізніше, в епоху верхнього палеоліту (40 тис. років до н. е.), край був густо заселений колективами «кроманьйонських людей».
Таким чином із давніх часів територія нинішнього Могилів-Подільського району була зручним місцем для проживання первісних людей. Придністровські тераси з масними чорноземами, численні долини плато вздовж таких річок як Лядова, Немія, Мурафа та інші, у поєднанні із сприятливими природними факторами створювали всі умови для розвитку сільського господарства, промислів, ремесел. Заселеність краю помітно зросла в часи, коли в широкий вжиток увійшло залізо.
Такі пам'ятки, як Григорівське городище, Мервинецькі кургани і Бернашівський могильник, дали важливий матеріал для розуміння тогочасних соціально-економічних процесів. Могилів-Подільський регіон був одним із тих, через який здійснювалися інтенсивні багатосторонні контакти населення лісостепового Буго-Придністров'я з районами Подунав'я, а також західними та східними сусідами. Це було горнило, «у якому переплавлялись і виходили у світ в нових проявах визначальні риси матеріальної культури».
Результати проведених археологічних досліджень свідчать, що рівень матеріальної і духовної культури східнослов'янського населення Подністров'я кінця 5-8 ст., його соціально-економічний і політичний статус були, як на ті часи, досить високими. Економічні і культурні зв'язки подністровського населення були досить активними не тільки у східнослов'янському середовищі, а й серед фракійського населення Дністро-Дунайського межиріччя і центральної Європи в цілому.
У часи Київської Русі по Дністру (грецька назва річки Тирас) селились слов'янські племена уличів і тиверців. Про це нам говорить найдавніший писемний документ «Повість минулих літ». Греки називали їх «Велика Скіфь». Близькість до грецьких колоній Північного Причорномор'я і постійні контакти з ними сприяли тому, що жителі цих місць знали грецьку мову, а тому в похід на Цареград 907 року київський князь Олег узяв із собою тиверців як перекладачів; у період розквіту Галицько-Волинського князівства землі, що лежали в низинній частині лівих приток Дністра, іменувались Пониззям і входили до його складу.
У середині 13 ст. сюди вторглись орди Батия, 60-тисячне військо Куремси і Бурундая спустошило подністровські землі. Татаро-монгольська навала негативно відбилася на розвитку економіки краю, а за територією саме тоді закріпилась назва Поділля.
Великий князь Литовський Ольгерд прийшов сюди зі своїм військом, і в 1362 році на річці Сині Води розбив золотоординців. Із тих пір територія увійшла до складу великого князівства Литовського. Після Кревської унії 1385 року, згідно з якою, Польща об'єдналась з Литвою, на Поділля прийшли польські феодали. У 1434 році утворилось Подільське воєводство, що розташовувалося поряд із Брацлавським і межувало по річці Мурафі.
Перші згадки про поселення на місці сучасного Могилева-Подільського датовані 1450 роком. Місто було засноване в 1595 році. Засновником міста вважається Могила Ієремія, що побудував на цьому місці свій замок і що пізніше подарував ці землі своєму зятеві, Стефану Потоцькому. У подяку за це і на згадку тестеві останній назвав місто Могилевом. Надалі місто мало назву Могилів на Дністрі і лише за радянських часів одержало свою теперішню назву — Могилів-Подільській.
П'ять століть Могилів-на-Дністрі був одним із важливих центрів середнього Подністров'я. За цю епоху місто і Могилівщина зазнавали злети і падіння, опинялися у вихорі визвольних війн, народних рухів. Чудодійна природа цього краю, розташованого вздовж «річок життя» — Дністра та Мурафи, приваблювала різних за своїм соціальним станом та родом занять людей. З історичних документів відомо, що в першій половині 15 ст. на місці теперішнього Могилева, при гирлі річки Дерло, існувало село Іваниківці. Належало воно подільським землянам (землевласникам) Сімі та Берлу Буцням, які отримали від великого князя литовського Вітовта і польського короля Владислава II Ягайла пожалування на общинні землі Подністров'я.
У другій половині 16 ст. сюди приїхав волоський феодал, скинутий із трону Єремія Могила, який на правах приватної власності придбав Іваниківці і заклав в 1595 році основу майбутнього міста. Але користолюбство та потяг до влади не дають Є. Могилі спокою[джерело?], і він вирішує заволодіти молдавськими землями. За допомогою він звернувся до брацлавського воєводи Стефана Потоцького. У 1600 році зведений на молдавський трон за особливої підтримки і силою військ польських воєначальників Яна і Стефана Потоцьких, Єремія Могила висловив свою прихильність до поляків тим, що видав чотирьох своїх дочок за багатих польських магнатів[джерело?]. І одну з них, Марію, за Стефана Потоцького (1568—1631), брацлавського воєводу, а як посаг за неї подарував засноване ним містечко на березі Дністра. С. Потоцький побудував тут замок і назвав місто на честь тестя — град Могилів. Тоді брацлавський воєвода граф Стефан Потоцький звернувся до польського короля Сигізмунда III Вази з проханням надати місту магдебурзьке право. Такий привілей королівською милістю було ухвалено, що дозволяло «місто звести і заселити людьми різних національностей, торг мати раз у неділю і двотижневі ярмарки на рік. Міщанами ставали всі люди, що по своїй волі до цього міста прийшли і добровільно поселились».
Як прикордонний замок польської держави на перетині торговельних шляхів, Могилів стає важливим пунктом, через який йшли з Києва та Галичини до Молдови і Румунії всі купецькі каравани. Із верхів'їв Дністра до узбережжя Чорного моря сплавлявся ліс, проходили судна з хутром, шовками, зерном, фруктами та іншими товарами в Константинополь, на Балкани, у всі країни Причорномор'я. 1643 року на Могилівській переправі було відкрито митницю. Зацікавлені вигодою, цілими колоніями селились у Могилеві іноземні купці — греки, італійці, вірмени, турки, серби, босняки, трохи пізніше — євреї. Будувались купці дворами, ізольованими від вулиці. За національними ознаками населення кварталів називали і вулиці міста (Грецька, Вірменська). Дерев'яні, у східному (азійському) стилі, будинки відрізняли місто навіть із зовнішнього боку від інших міст Поділля. У першій чверті 17 ст. Могилів став значним торговельним і ремісничим центром та був найлюднішим містом Подільського краю, тому що за кількістю мешканців він перевершив навіть Кам'янець.
Невдовзі на ці землі посилюються напади татарських орд, які перебували у південних степах Криму. Розбійницькі напади степових кочівників завдали великої шкоди цій землі. Вони розоряли край під час проникнення на Волинь і Галичину в 1615 і в 1626 роках. Існувало три шляхи проникнення татарських орд на Поділля: Чорний, Кучманський і Волоський. Саме Волоським шляхом здійснювали грабіжницькі наскоки на південні землі Подільського краю татари, які входили до Білгородської орди. Цим шляхом ординці досягнувши с. Атак, бродом переходили річку і вступали в місто Могилів.
Могилівський замок слугував прикриттям для польського війська, яке було надіслане для підтримки повсталого проти султана молдавського господаря Граціані. На так званих Цецорських полях у 1620 році відбулася невдала для Польщі битва з турками. Польське військо було розбито, а гетьман Станіслав Жолкевський загинув у бою і був похований біля села Березівка. Багато шляхти було взято в неволю. Один тільки Шенберг, начальник артилерії, із 200 піхотинцями і кількома десятками кавалеристів і артилеристів устиг пробитись крізь ряди ворогів і врятуватись в Могилеві «під захистом укріпленого замку».

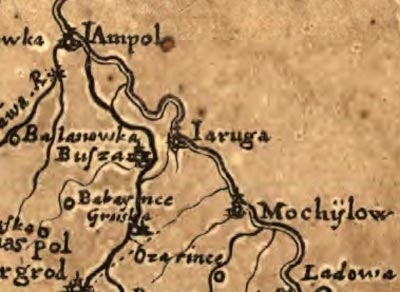
Могилів-Подільський на мапі Боплана, 1648 р.

Улітку 1621 року 40 тисяч запорожців під проводом гетьмана Якова Бородавки біля Могилева переправилися через Дністер і майже три тижні стримували просування об'єднаної турецько-татарської армії Селіма III, рухаючись вгору правим берегом річки. А далі битва розгорнулась з новою силою під Хотином, де козаки на чолі з гетьманом Петром Сагайдачним разом із польськими військами розгромили ворога. Значний вплив на життя краю мала визвольна війна проти Польщі в 1648—1657 роках. Син одного з ремісників міста Максим Кривоніс став козацьким полковником. Після перемог під Жовтими Водами, Корсунем, Батогом Кривоніс розбив польські загони і увійшов до рідного міста. Як повідомляє літопис, поляків і євреїв вирізали, а ксьондзам забивали цвяхи в голови.
Через місто в 1650 році їхав спочатку на заручини, а потім на весілля у Молдову Богдан Хмельницький зі своїм сином Тимошем, що одружився з дочкою молдавського господаря Василя Лупу Розандою у місті Ясси.
Друга половина 17 ст. стала для Могилева та всього середнього Подністров'я періодом чи не найважчих випробувань за всю історію. Могилівці брали активну участь у подіях Національної революції. У 1657 році в Могилеві відновлено Придністровський козацький полк на чолі з Остапом Гоголем. Після приходу до влади Петра Дорошенка Гоголь зразу ж перейшов на його бік.
У грудні 1666 року козаки з Придністров'я у складі української армії вели бої проти коронного війська під Брацлавом і Браїловом. Восени 1667 року українські війська за підтримки татар здійснюють похід в Галичину. Ситуація на Правобережжі загострилася, коли Петро Дорошенко прийняв протекторат Туреччини, а уманського полковника М. Ханенка запорожці проголосили альтернативним гетьманом. У вересні 1670 року він уклав угоду з Річчю Посполитою. Польською армією у 1671 році командував один із найвидатніших воєначальників, коронний гетьман Ян Собеський. 1 жовтня вона вирушила з табору з-під Бару на Могилів. Частина жителів Могилева з козацьким гарнізоном відступила на молдавський бік Дністра, а міська влада вислала посольство, що передало про їхню готовність капітулювати. Ян Собеський оголосив амністію всім мешканцям Могилева, а польському гарнізону було заборонено їх зачіпати. Влітку 1672 року велетенська турецька армія за підтримки загонів П. Дорошенка вторглась на Поділля та заволоділа його столицею — Кам'янець-Подільським. Згідно з умовами укладеного в жовтні цього ж року мирного договору між Туреччиною і Польщею в місті Бучач, Подільське воєводство мало відійти до Туреччини. З Поділля була утворена особлива адміністративна одиниця Турецької імперії — ейялет або пашалик «Ейялет Каманїче». У січні 1673 року в Андріанополі видано берат (султанський привілей), за яким Могилів та його околиці передавались у пожиттєве володіння Дорошенку. Комендантом Могилева на той час був Остап Гоголь, який зі своїм полком перебував у таборі Дорошенка. Але того ж року він починає шукати контакти з польським військовим керівництвом. У квітні 1674 року Гоголь із Могилева до турецького гарнізону в Кам'янець відправляє близько 300 возів із продовольством, а у травні впускає до міста польське військо.
У 1675 році, напередодні капітуляції Петра Дорошенка перед Московією, Остапа Гоголя було призначено наказним гетьманом Війська Запорізького. Місто Могилів стало центром невеликої адміністративної одиниці — нахії, яка входила до Кам'янецького санджаку Подільського пашалику. На той час у ньому мешкало близько 760 осіб. До 1699 року Поділля перебувало під владою турків. 27 років у головних містах цих земель стояли турецькі гарнізони, а тому в пам'яті народній багато фортець і нині вважаються турецькими, як, наприклад, залишки фортеці в селі Озаринці Могилів-Подільського району після визвольної війни майже все Поділля перебувало у стані занепаду, хоча Могилів зазнав менших руйнувань. Із переходом міста знову під владу Польщі, на початку 1713 року сюди прибув адміністратор Могилівського ключа помість Потоцьких Павло Гоцювський. За ним стали повертатися греки і вірмени. Упрожовж 18 ст. Могилів продовжує зростати та розвиватися як осередок ремесла і торгівлі на Поділлі. Могилівські ремісники об'єднуються в цехи. Місто знову стає багатонаціональним.
Для економічного розвитку пізньосередньовічного Могилева велике значення мали жалувані привілеї та грамоти місту. Серед них: грамота 1742 року Францішека Салезія Потоцького на заснування вірменської парафії, привілей власника міста 1743 року на запровадження вірменського війтівства, привілей короля на відкриття в Могилеві з 1780 року двотижневої ярмарки. Привілей на торги свідчить про те, що місто було основним посередником торгівлі на Поділлі між Туреччиною і Валахією, мало право складу на вино. З успішним розвитком торгівлі та ремесел, що давали достатні матеріальні блага, формується і духовна культура міського населення. Саме в цей час у Могилеві будуються культові храми різних релігійних конфесій, що прикрашають своєю архітектурою місто і сьогодні, хоч деякі з них не збереглися.
У Могилеві-Подільському розташовувалась штаб-квартира польського гетьмана С. Жолкевського, що прославився у визвольних війнах проти турків. Саме тут починає свій шлях гетьман Петро Сагайдачний. У 1621 році Петро Конашевич Сагайдачний почав звідси похід на Хотин.
У 1648 році утворено Могилівський полк.
У 1654 році коронний гетьман Стефан Чарнецький спалив місто — багато могилівчан втекло до Буші, де брали участь в її обороні. До 1655 місто відновили, до складу полку входило близько 20 тисяч левенців (так у народі називали тодішніх придністровських козаків), уже тоді розпочинав службу Остап Гоголь (ймовірний прадід Миколи Гоголя). Під керівництвом гетьмана Петра Дорошенка вони брали участь у багатьох знаменитих битвах, а в 1674 році Остап Гоголь, що вже двічі встиг присягнути на вірність московському цареві, зрадити Дорошенка, приймає пропозицію короля Яна III Собеського і бере участь у битві з турками під Віднем. У цій битві 1683 року була вщент розгромлена турецька армія. Козаки Остапа Гоголя разом із польським військом врятували тоді Європу від турецького війська. З жовтня 1658 року і до 1676 року полковником був Остап Гоголь.
Упродовж всієї своєї історії місто перебувало в епіцентрі всіх тих подій, що відбувалися в цьому регіоні України.

### Новий час

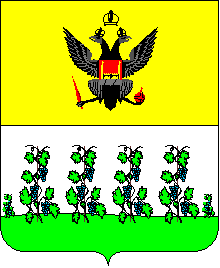
Герб Могилева-Подільського за часів Російської імперії та УНР

У 1743 коштом Францішека Салезія Потоцького було збудовано дерев'яний римо-католицький костел на честь святого Юрія стараннями ксьондза, пробоща парафії Шимона Кшиштофовича (Христофовича). Проіснував храм півстоліття  — до 1792 року. Але поряд із ним, в 1772 році, було закладено новий кам'яний вірмено-католицький костел під назвою «Відвідини Пресвятою Дівою Марією святої Єлизавети». На побудову було витрачено 129565 злотих, зібраних тим же ксьондзом Шимоном Христофовичем (Шимон, Симон, Сімеон Кшиштофович (польською Szymon Krzysztofowicz) (1729—1810), більшу частину яких, пожертвував знову ж Ф-С. Потоцький. Повністю будівництво костелу було завершено в 1791 році вже сином Потоцького Станіславом-Щенсним. У цьому храмі перебував чудотворний образ Богородиці, а вишукану архітектуру приміщення та зовнішніх стін прикрашав родовий герб Потоцьких Пилява. Могилів був поділений ще на три православні парафії: Свято-Миколаївську, Георгіївську і Покровську. Кам'яний Собор на честь Святого Миколая — чудотворця був побудований в 1754 стараннями прихожан — болгар, сербів, молдован. Побудований він у візантійському стилі, окремо від церкви стояла кам'яна чотирикутна дзвіниця у два поверхи. У соборі був храмовий образ Святого Миколая, який почитали як чудотворний і була срібна дароносиця, пожертвувана імператором Олександром III на пам'ять покійного царевича Миколи Олександровича. У 1897 в приході була відкрита церковно-приходська школа.
1757 року грецька колонія з дозволу Потоцького спочатку збудувала дерев'яну церкву у вигляді будинку, яку йменували монастирем. А в 1808 на її місці був закладений кам'яний храм на честь св. Георгія-Переможця, який будувався за проектом архітектора Фрейвольда і закінчений у 1819 р.
У 1888 клопотами і на кошти могилівського купця Леонтія Ареціанова було відкрито церковно-приходську школу, на користь якої він заповідав 6666 рублів.
1771 року у передмісті Дерло побудовано кам'яний однокупольний храм на честь Покрови Пресвятої Богородиці. У Покровській парафії, до якого належало невеличке село Острови, з 1868 року було відкрито міське двокласне училище.
У передмісті Немия у 1775 збудовано дерев'яну хрестоподібну у плані церкву Святої Параскеви, справжньою основою якої був хрест, як символ спасіння. Усі ці культові храми були чудовою прикрасою тогочасного міста.
Наприкінці 18 століття на Поділлі існувала єдина друкарня з кириличним шрифтом — Могилів-Подільська друкарня протоієрея Михайла Стрільбицького. 1795 року Стрільбицький отримав дозвіл від Катерини II на переведення своєї друкарні з Дубоссар до Могилева. Усі необхідні для друкарні матеріали: шрифт, гравюри були взяті з друкарні Києво-Печерської лаври. Відомо 4 видання цієї друкарні. Вони мають світський та релігійний зміст, надруковані церковнослов'янською та молдавською мовами. Пізніше, з 1798 по 1821 роки, у Могилеві існувала ще одна друкарня — єврейська.
Із 1750 р. місто мало власну печатку з гербом: у щиті— могила з трьома верхами, середній із яких увінчаний семипроменевим хрестом (родовим гербом Потоцьких — «Пилява»).
Наприкінці 18 на початку 19 ст. Могилів був одним із найкращих повітових міст Поділля, як за зовнішнім виглядом, так і за розвитком економіки. Місто було відоме своїми садами, виноградниками, забрукованими вулицями, виробами місцевих ремісників, а також купецькими родинами. Такими родинами були купецькі фірми братів Рафаловичів та Ашкеназі. Греки та вірмени виготовляли чудові шкіряні та сап'янові вироби. Але місто почали спіткати різні біди та нещастя. У 1770 році тут було виявлено чуму, завезену разом із хутром зі Сходу. Чума повторилась в 1785 і в 1812 роках. У 1784, 1812 та 1860 роках Могилів сильно постраждав від великої повені на Дністрі, але найбільше в 1808 році від пожежі, що знищила замок і 146 найкращих будинків. Усі ці нещастя привели Могилів до часткового занепаду. Греки і вірмени почали залишати місто, продаючи свої склади та торгові лавки євреям, які поступово прибрали до своїх рук всю місцеву торгівлю.
Після Другого поділу Речі Посполитої, у 1793 році, Російська імперія анексувала українські землі Подільського та Брацлавського воєводств. Пізніше реорганізовані в Подільську губернію з адміністративним центром у Кам'янці—Подільському. Старі магнатські резиденції переходять до рук російських поміщиків, помістя дробляться і перепродаються. Католицизм різко обмежується, католицькі монастирі перетворюються в монастирі православні.
У 1795 р. Могилів став повітовим містом Брацлавського намісництва (з 1796 — Подільської губернії), а 22 січня 1796 р. для міста затверджено новий герб: «У верхній частині щита герб Брацлавський. У нижній на срібному тлі виноград, що росте, який в околицях цього міста добре родить».
У 1811 р. Могилів, що становив до цього часу приватну власність Потоцьких, був викуплений російським урядом у Вінцентія Потоцького за 587220 рублів сріблом. У 19 ст. торгівля в місті розквітала. Особливо важливу роль у розвитку різних видів торгівлі відігравала річка Дністер. Про розмах річкових перевезень свідчать такі факти. У 1861 році Дністром пройшло 1185 суден із зерновим хлібом і 618 лісових плотів, а вартість перевезеної продукції становила 1&084488 карбованців. Окрім водного транспорту, з 19 ст. потреби місцевих торговців почав обслуговувати залізничний транспорт. У 1892 році закінчилось будівництво залізниці Жмеринка — Могилів. Найбільш жвавими були зв'язки місцевих купців з Одесою, містами Молдови та землями, що входили до складу Австрійської імперії. У 1895 році у Могилеві налічувалось 56 промислових підприємств: 3 миловарних заводи, 4 свічко-сальних, 5 шкіряних, пивоварний, олійниця, 3 водяних млини, 9 цегельно-черепичних, 17 гончарних, 3 заводи мінеральних вод, а також 2 друкарні, 2 фотографії, 372 крамниці, 6 магазинів, 43 трактири, 13 заїжджих дворів, 19 винних складів і погребів. До числа промислових підприємств у 1897 р. додався невеликий чавуноливарний завод, збудований у передмісті Немія міщанином німецького походження Германом Келдером. У 1895 році в міську казну надійшло 3094, 8 карбованців від продажу документів на право заняття торгівлею та промислами, 2074 крб. від прибутків трактирних закладів, заїжджих дворів та продовольчих лавок.
Важливою сферою діяльності населення міста було сільське господарство, яким займалось 400 сімей. У володінні міста було майже 90 % десятин орних земель (57 % всієї міської землі) та ще 267 десятин під вигонами.
У Могилеві було дві лікарні на 47 ліжок — християнська і єврейська, жіночий приватний пансіон, який нараховував 7 класів. За даними Всеросійського перепису населення в 1897 році в Могилеві проживало 22 315 осіб.
Мешканці міста і довколишніх сіл брали активну участь в антифеодальному повстанні, в 1768 році, під керівництвом Максима Залізняка та Івана Ґонти.
У 1795 р. після численних змін влади місто було викуплене російською скарбницею в його польських господарів і було приєднано до Російської Імперії. У 1796 р. місту був наданий статус повітового міста у складі Подільської губернії.
Із другої половини XIX століття, з розвитком судноплавства на річці Дністер, Могилів-Подільській став центром хлібної торгівлі в Подністров'ї. Пристань у Могилеві відносилась до числа трьох найбільших на Поділлі, що перетворила місто на один із найжвавіших торгових центрів Правобережної України. У 1861 році у місті нараховувалося 1,5 тис. чол., що належали до купецького стану,— це більше, ніж у будь-якому іншому місті Подільської губернії. Могилівські купці контролювали товарні потоки, що йшли Дністром із Поділля та Галичини до Одеського морського порту (ліс, хліб, борошно, вапно, спирт, сухофрукти, шкіри тощо). Міська торговельна мережа нараховувала 9 магазинів та 324 лавки, до того ж, Могилів мав права на проведення щорічно двох двотижневих ярмарок. Крім торгівлі жителі Могилева-Подільського займались різними видами ремесел, у 1861 р. у місті нараховувалось 1166 ремісників, які представляли 25 спеціальностей. Найбільше було шевців (383 чол.), чоботарів (222), кравців (123), бондарів (93). Промисловість у середині XIX століття була незначною — діяло 2 тютюнових, 4 сально-свічкових, 8 шкіряних підприємства, одна салотопня та одна миловарня. Важливими подіями для Могилева-Подільського стали: поява у 1861 році телеграфного сполучення, розробка та затвердження у 1873 році плану розвитку та забудови міста, відкриття у 1880—1881 роках реального училища.
Стрімкого розвитку місто набуло після прокладання залізниці: у серпні 1892 стала до ладу залізнична ліня Жмеринка — Могилів, а у грудні 1893 року Могилів — Окниця — Новоселиця. Це сприяло розвитку промисловості — були відкриті чавуноливарний і механічний завод (1897 р.), два парових млини (1892 та 1894 рр.) тощо. Зросло населення міста, яке згідно з переписом 1897 року, склало 22315 мешканців (четвертий показник у Подільській губернії після Кам'янець-Подільського, Вінниці та Проскурова). На початку XX століття населення міста становило вже близько 32 тис. чоловік (1910 р.), й продовжувало збільшуватись завдяки переселенню селян із довколишніх сіл, що переїздили до міста в пошуках роботи. Наприкінці XIX на початку XX століття у Могилеві-Подільському сформувався сталий гарнізон, для якого у 1893—1894 роках було споруджено військове містечко. Від 1895 року в місті квартирував 73-й піхотний Кримський полк, а перед початком Першої світової війни — 48-й піхотний Одеський полк та 16-й Донський козацький полк.

#### Населення
Розподіл населення в місті за мовою (перепис 1897 року)
- Українська — 29,2 %
- Російська — 12,0 %
- Єврейська — 54,6 %
- Польська — 3,1 %
- Німецька — 0,3 %
- Інші — 0,8 %

#### Релігія
Релігійний склад населення (перепис 1897 року: усього 22 315 жителя)
- Римо-католики — 1 332 (4 %);
- Юдеї — 12 344 (55,32 %);
- Православні — 8 639 (40,68 %).

### Новітній час

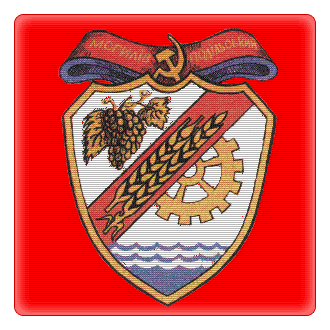
Герб радянських часів

Потрясіння, що ними характеризується початок XX століття, не оминули і Могилів-Подільський: впродовж його першого десятиріччя місто і район були охоплені численними страйками робітників та селян проти існуючої нерівноправності.
Початок нового 20 століття, відомий загостренням класових протиріч, наближав Росію, а з нею і Україну до першої революції. Сприяли цьому соціальний рух селянства, діяльність політичних партій та союзів і розвиток національного руху. У 1904 році на чавуноливарному заводі з'являється перший марксистський осередок, активним діячем якого був В. Войтович. Навесні—влітку 1905 року повсюди відбулись селянські виступи, у тому числі і в Могилів-Подільському повіті. Великої популярності серед селян набули організації безпартійного Всеросійського селянського союзу. У 1906 році в Могилеві-Подільському діяв відділ ВСС. Характерною рисою громадсько-політичного життя на Могилівщині в роки революції була активізація діяльності політичних партій та союзів. У місті існували організації РСДРП, партії соціалістів—революціонерів і Бунду. У період піднесення українського національного руху, у 1906 році в Могилеві почав виходити українською мовою тижневик «Світова зірниця». Газета особливу увагу приділяла пропаганді кооперації. Згодом у місті з'явилася філія товариства «Просвіта».
Напередодні Першої світової війни Могилів-на Дністрі був одним із найбільших серед 8 міст Поділля. У 1911 році Тут проживало 33043 особи, а в 1913 — 34529 жителів. Населення належало до різних соціальних станів. Найбільш чисельними були міщани (29300), селяни (1030), дворяни (8бО), відставні військові чини і члени їх сімей (823), купці (469). У місті нараховувалось 3840 будинків, більшість із яких були дерев'яними, критими, в основному, залізом, деревом і соломою. Благоустрій міста становили замощені вулиці площею 8 десятин, 15 вулиць, 4-майдани і громадський сад. У 1914 році місто мало значний промисловий потенціал, що нараховував 66 підприємств із 469 робітниками, які виробляли продукцію, на суму 312837 крб. Значний прибуток приносила пивоварня — 56866 крб. У місті функціонували комерційне семикласне училище, де навчався 301 учень, чоловіча і жіноча гімназії (відповідно 99 і 318 учнів), двокласне парафіяльне училище, 4 церковно—приходські школи (210 учнів). За громадський порядок у місті відповідали повітовий справник, його помічник, 2 поліцейських наглядачі, 55 городових. Для придушення можливих стихійних безладів і відсічі ворогу в місті був розквартирований 73-й-піхотний кримський полк.
7 (20) листопада 1917 року, відповідно до Третього Універсалу Української Центральної Ради, увійшло до складу Української Народної Республіки.
Під час Жовтневого перевороту 19І7 року головну роль у місті відігравали більшовики 8-ї армії Румунського фронту. Вони зібралися на свою Конференцію і підтримали уряд Леніна, що виник у Петрограді, арештували комісарів Тимчасового уряду, утворили ревком на чолі з Т. Л. Хохловим.
У листопаді 1918 року в місто входять війська Української Народної Республіки.
Населення, зазнавши терору більшовицької влади, охоче вступало до лав армії УНР. З серпня по листопад 1919 року Могилів відігравав провідну роль у налагодженні товарообміну між УНР та Румунією, кордон між якими проходив по Дністру. 19 жовтня 1919 року місто відвідав Головний Отаман УНР Симон Петлюра, де зустрівся з представниками румунської влади та уповноваженими Міжнародної асоціації Червоного Хреста. Потім місто брали штурмом денікінці, червоні козаки Віталія Примакова. За період з 1917 по 1920 рік влада в місті мінялася кілька разів. Усе це розорило місто над Дністром. Після громадянської війни в руїнах лежали заводи, із 30-тисяч жителів залишилось тільки 14.
У 1921 році влада в місті належала повітовому комісару КН(б)У. Почались голодні 1921—1922 роки. У 1923 році була проведена адміністративна реформа і наше місто отримало офіційну назву — Могилів-Подільський. У місті на той час налічувалось 2 школи, 7 лікнепів, вечірні курси (443 учні). Наприкінці 1929 року, під час суцільної колективізації, у Могилівському окрузі над селянами чинилось дике насилля. Навесні 1930 року в селах починається масовий вихід селян із колгоспів. У 1932-1933-х роках унаслідок глибокої кризи на селі, репресій, у місті почався масовий голод.
Головна мета, яку переслідували організатори голодомору,— зламати опір селянства, загнати його в колгоспи— була досягнута. Жахливими були репресії 1937 року, але ще більшої біди могилівчанам принесла німецько-радянська війна.
Радянська держава укріпила свої західні кордони ще задовго до війни. У 1920-х зусиллям групи військових інженерів Червоної армії Г. Невського, Є. Александрова, Д. Карбишева, Д. Іванова, А. Свєчіна, М. Коханова було здійснено теоретичні розробки фортифікації Радянського кордону. Оскільки Могилів-Подільський був прикордонним містом, тут протягом 1930—1933 років будується Могилів-Подільський або Могилів — Ямпільський укріплений район, що являв собою оборонну лінію 120 кілометрів по фронту та до 5 км в глибину, що практично відтворювала конфігурацію русла річки Дністер. Всього на цій дільниці було 300 довгострокових оборонних споруд, переважно дерево-земляного характеру. На їх будівництво було витрачено понад 100 млн крб. в цінах того часу. Штаб укріпрайону був у місті. Особливо сильними у цій смузі оборони були дві укріплені групи Серебрія і Бронниця, які мали розгалужені системи підземних комунікацій на панівних висотах по обидва боки від Могилева. Так, у Серебрії загальна довжина підземних ходів сполучення сягала 1 км.
У 1940 році кордони Радянського Союзу змінились, просунувшись на захід, а укріпрайони на старому кордоні, у тому числі й Могилів-Подільський, були роззброєні.
З початком війни в місті та селах району почалась мобілізація до лав Червоної Армії. На другий день війни ворожа авіація бомбардувала Могилів-Подільський. 4 липня 1941 року війська 18-ї армії відійшли за Дністер. Уже 7 липня розпочались затяжні бої за місто. Головного удару в напрямі Могилева-Подільського завдали 3-я румунська та 11-а німецька армії, якою командував генерал-полковник Ойген Ріттер фон Шоберт. Але німецько-румунські війська зустріли запеклий опір військ Південного фронту. Німецькому десанту вдалось прорвати оборону наших військ за 10 км від міста біля села Бронниця і вступили в приміський ліс Липники. Мужньо відбивали атаки ворога бійці 130-ті стрілецької дивізії під командуванням генерал-майора В. О. Візжиліна. На допомогу їм було кинуто мотострілецький полк 47-ї танкової дивізії. У цьому жорстокому бою було поранено чимало радянських бійців. Унаслідок героїчних дій воїнів були оточені німецько-румунські частини та розгромлено підрозділ полку «Брандербург». Війська прикордонних округів не змогли стримати сильного раптового удару гітлерівської воєнної машини і були змушені відступити вглиб країни.
19 липня 1941 червоні війська залишили Могилів-Подільський. Лише гарнізон ДОТу № 112 під командуванням лейтенанта А. Д. Обритька на околиці міста ще протягом тижня у повному оточенні відбиває атаки ворога, не бажаючи здатися в полон, весь загинув. Під час окупації Вінницька область була розділена між Німеччиною і Румунією. Південно-західні райони по лінії Могилів-Подільський— Жмеринка— Бершадь були передані Румунії та увійшли до складу так званої «Трансністрії» з центром в Одесі. Восени 1941 року окупанти у Могилеві почали масове знищення євреїв. На території міста було організовано гетто. Сюди зганяли єврейське населення з Румунії та Буковини, яке розстрілювали в селах Ярузі, Сказинцях, Яришеві. На місцях їх загибелі нині встановлено пам'ятники і меморіальні дошки.
Національним героєм Італії став могилівчанин Микола Буянов.
Усім їм у день 50-річчя Великої Перемоги міська влада відкрила на Соборній площі Меморіал слави.
Історія Подільського краю тісно пов'язана з життям та діяльністю видатних людей. Навічно в життя та долі багатьох діячів науки, культури, літератури та мистецтва увійшла подільська земля.
У своєму маєтку Серебринці жив Іван Гаврилович Бережніков — військовий інженер, генерал-майор, учасник Кримської війни, оборони Севастополя 1855 року. Похований в нашому місті на церковному подвір'ї біля Георгіївського храму.
У садибі в Бронниці проживав Петро Християнович Вітгенштейн, командувач 2-ї російської армії, учасник Вітчизняної війни 1812 року. Пізніше тут проживав його нащадок князь Микола Саїн-Вітгенштейн, до якого на запрошення його дружини Кароліни в 1847 році приїздив угорський композитор Ференц Ліст. На фільварку Кукавка графа Іраклія Моркова працював видатний художник Василь Тропінін. За його проектом була збудована сільська церква Св. Димитрія, внутрішній інтер'єр і вівтар якої були розписані пензлем відомого художника.
З 1868 у передмісті Карпівка проживав класик української літератури, письменник Михайло Старицький. До нього приїздили видатний українській композитор Микола Лисенко, драматурги Михайло Кропивницький та Микола Садовський.
У Могилеві-Подільському з 1919 по 1924 роки проживала родина Косачів, яка дала Україні видатних письменників Олену Пчілку, Грицька Григоренка, Лесю Українку, Климента Квітку.
На могилівській землі народились люди, що прославили українську науку: етнограф Андрій Димінський, вчений хімік Леонід Мосендз, академіки — літературознавці Микола Гудзій та Василь Шубравський, письменник, перекладач Іван Глинський, академік—фізик Євген Завойський, біолог-ентомолог Йосип Халіфман, доктор медичних наук Олександр Грандо.
19 березня 1944 танковими частинами 2-го Українського фронту Могилів-Подільській був звільнений від німецьких військ.
10 листопада 2016 року в Могилеві-Подільському відкрили Меморіал пам'яті загиблим у 1941 році героям-прикордонникам. Він символізує мужність, незламність та стійкість вартових кордону, які загинули, захищаючи територіальну цілісність та державний суверенітет на Сході України.

## Транспорт

### Міський транспорт
У місті є 2 маршрутних автобуси, що проходять через вокзал, ринок та інші найважливіші місця.

### Приміський і міжміський транспорт
У місті розташований авто- і залізничний вокзал. До початку введення карантинних обмежень із міста щодня вирушала 3 транзитних поїзди з Кишинева (Молдова) до Санкт-Петербурга і Москви (Росія) через Київ. Також у понеділок, четвер та суботу, формується поїзд до Києва і у зворотному напрямку з вагонами сидячого типу, другого класу. Із залізничного вокзалу щодня відходять приміські дизель-поїзди сполученням Могилів-Подільський — Жмеринка через Вендичани, Бар, а в п'ятницю та неділю — двічі за день. Час у дорозі — 2,5 год.
Автотраса (найбільша із тих, що ведуть до міста) у бік Вінниці. Також є дорога на Ямпіль (є автобусне сполучення) і до Молдови через міст.

## Населення
Чисельність населення за даними переписів:
- 1897 — 22 315
- 1923 — 19 510
- 1926 — 22 271
- 1939 — 21 871
- 1959 — 21 208
- 1970 — 26 051
- 1979 — 31 303
- 1989 — 36 003
- 2001 — 32 853
- 2024 — 29 тисяч мешканців та 4 тисячі ВПО.

### Національний склад
Історична динаміка національного складу за даними переписів:
|          | 1897   | 1926   | 1989   | 2001   |
| українці | 29,2 % | 49,7 % | 78,0 % | 92,2 % |
| росіяни  | 12,0 % | 5,8 %  | 10,0 % | 5,3 %  |
| євреї    | 54,6 % | 41,8 % | 9,4 %  | 1,1 %  |
| поляки   | 3,1 %  | 1,4 %  |        |        |

Національний склад населення за даними перепису 2001 року:
| Національність  | Відсоток |
| --------------- | -------- |
| українці        | 92,27%   |
| росіяни         | 5,32%    |
| євреї           | 1,07%    |
| молдовани       | 0,57%    |
| білоруси        | 0,22%    |
| інші/не вказали | 0,55%    |

### Мовний склад
Розподіл населення в місті за мовою (перепис 1897 року)
- Українська— 29,2 %
- Російська— 12,0 %
- Єврейська— 54,6 %
- Польська— 3,1 %
- Німецька— 0,3 %
- Інша— 0,8 %

Розподіл населення за рідною мовою за даними перепису 2001 року:
| Мова            | Чисельність, осіб | Доля   |
| --------------- | ----------------- | ------ |
| Українська      | 29 730            | 92,25% |
| Російська       | 2 274             | 7,06%  |
| Румунська       | 93                | 0,30%  |
| Єврейська       | 66                | 0,21%  |
| Вірменська      | 17                | 0,05%  |
| Білоруська      | 16                | 0,05%  |
| Інші/Не вказали | 30                | 0,08%  |
| Разом           | 32 226            | 100%   |

## Релігія
- Церква Олександра Невського УПЦ (МП)
- Церква Святого Миколая УПЦ (МП)
- Церква святої Параскеви УПЦ (МП)
- Церква Георгія Побідоносця УПЦ (МП)
- Костел[13]

## Економіка
Підприємства:
- Могилів-Подільський машинобудівний завод;
- Кондитерський дім «Вацак»
- металообробний завод;
- консервний завод, хлібзавод, молокозавод, швейна та меблева фабрики тощо.

## Пам'ятки архітектури

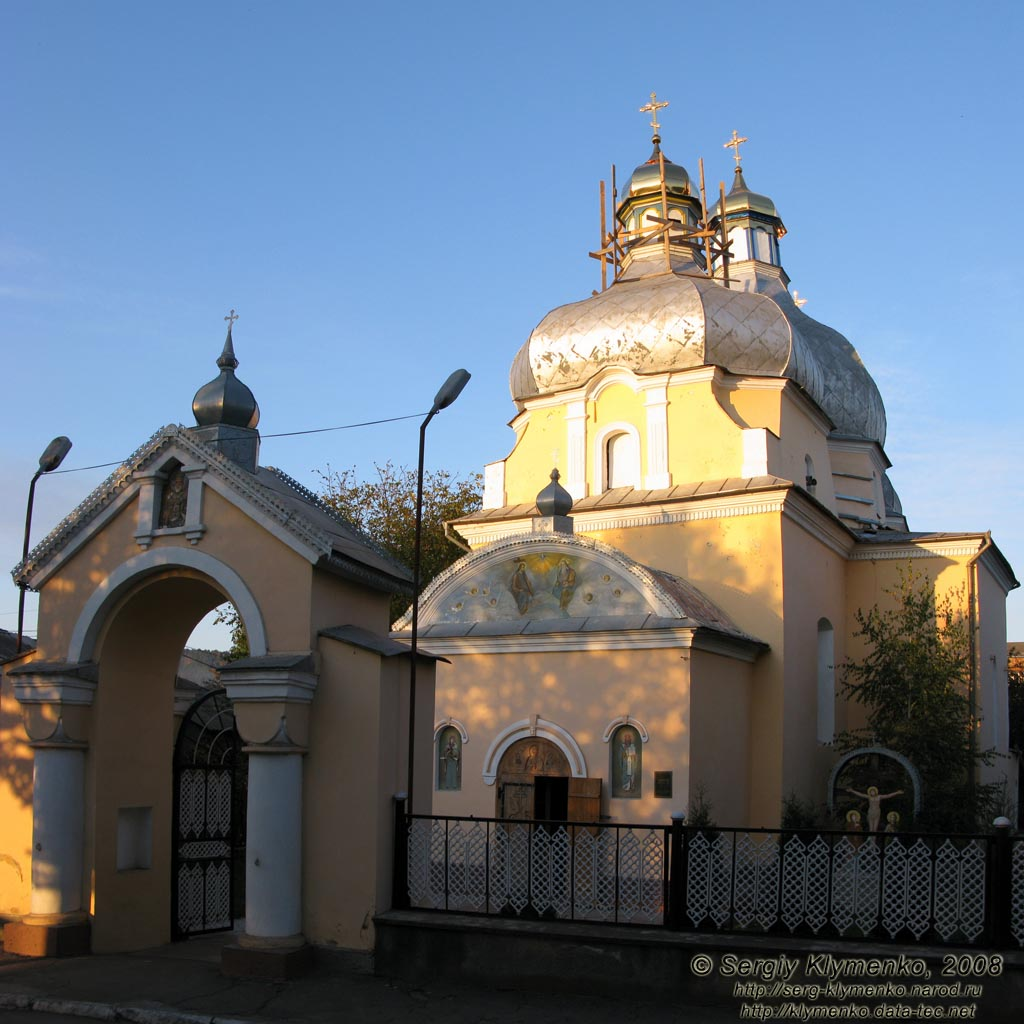
Миколаївський собор

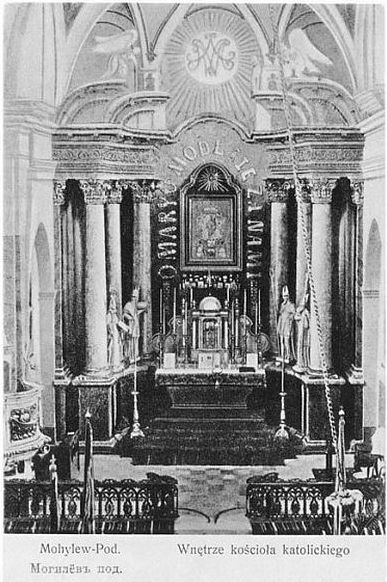
Головний вівтар знищеного більшовиками костелу

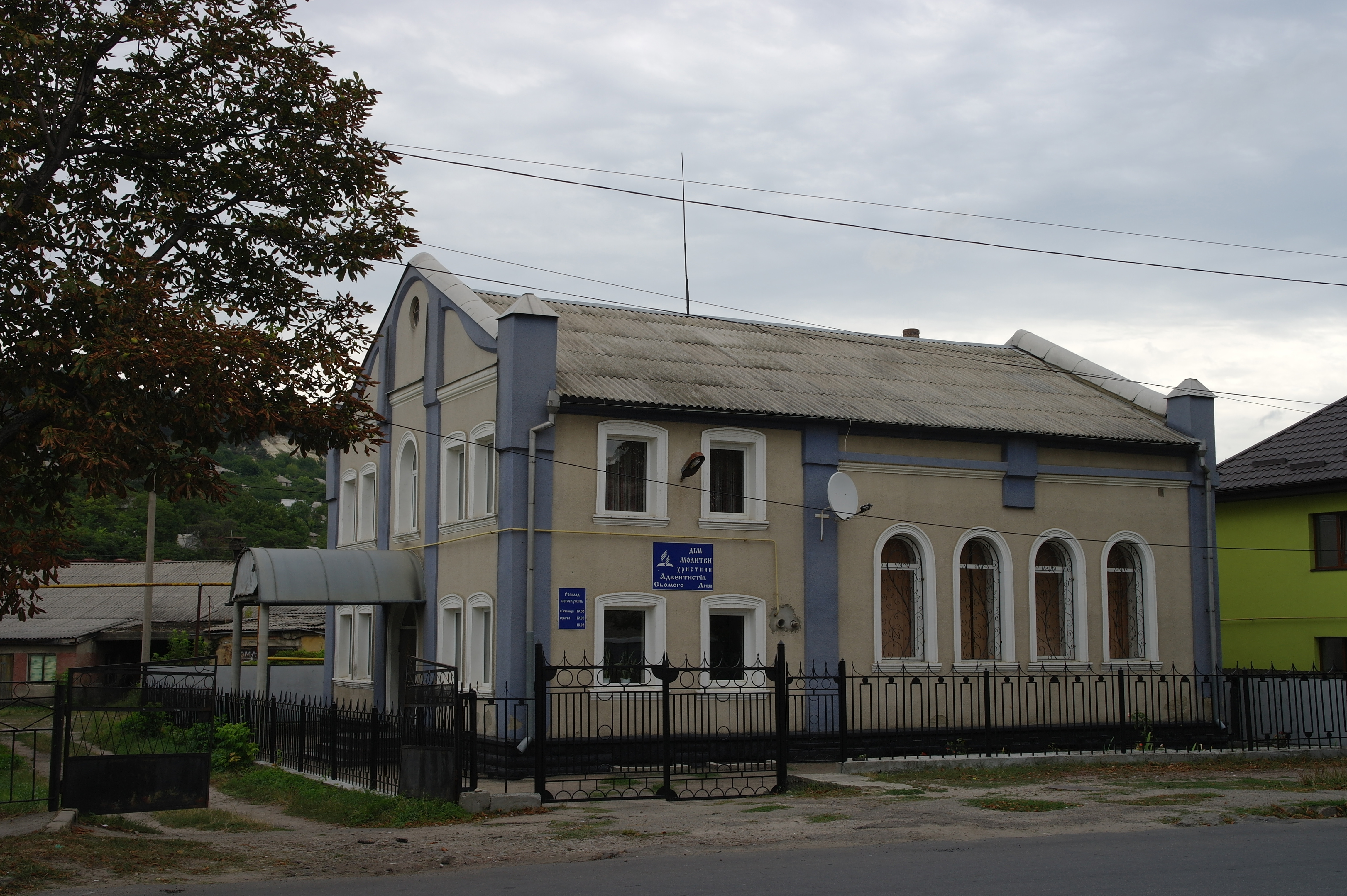
Колишня синагога

- Миколаївський собор (1754) РПЦ в Україні
- Церква святої Параскеви (1775)
- Грецька Георгіївська церква (1808−1819)
- Полкова церква Святого Благовірного Князя Олександра Невського (1904—1907)
- У навколишньому селі Бронниця розташована садиба колишнього маєтку фельдмаршала Вітгенштейна, учасника війни 1812 р., командувача 2-ї російської армії. Під цим маєтком розташована печера «Бабина дюра», де люди ховалися під час війни і ходи якої ведуть до сіл Катеринівка та Садківці.
- У селі Лядова розташований скельний монастир XI−XVIII ст.

## Гоголівські місця
Ці місця мають стосунок до написання знаменитої повісті Миколи Гоголя «Тарас Бульба». Прототипом Тараса Бульби був предок відомого українського дослідника Миклухо-Маклая, курінний отаман Війська Запорізького Низового Охрім Макуха, дядько якого по батьковій лінії товаришував із Миколою Гоголем, коли той проживав у Могилеві-Подільському. Повість написана М. В. Гоголем у Миргороді під враженням родинних переказів Миклух. За визволення України з-під польської шляхти воювало, крім самого Охріма Макухи, також троє його синів — Омелько, Назар і Хома. Назар закохався у шляхетну панночку, доньку польського воєводи та перейшов на бік поляків. Зганьблені брати разом із товаришами вирішили викрасти зрадника, але на зворотному шляху на межі сіл Яришів та Слобода-Яришівська натрапили на варту. Хома загинув у нерівному бою, його вірного соратника, козака Байду полонили та закатували до смерті, підвісивши на гакові за ребро, а Омелькові з бранцем вдалося втекти і доставити полоненого брата до батька, який очікував у ліску на околиці Слободи-Яришівської. Курінний власноруч стратив сина-перевертня, вистреливши йому в груди з пістоля та скинув зі скелі на краю лісу. На згадки та перекази про історичні факти наклалися події Гоголівської повісті і згодом вказаний ліс місцеві мешканці почали називати Андріївським лісом, а скелю Андрієвою скелею. Одну з околиць Слободи-Яришівської досі у народі називають Бульбашівкою, а у Яришеві зупинку неподалік від хлібозаводу знають, як зупинка біля Байди. На пам'ять про проживання видатного письменника в місті встановлено пам'ятник Миколі Гоголю, його іменем названо площу та одну з вулиць міста.

## Відомі уродженці
- Берим Микола Григорович — радянський вчений-ентомолог
- Вдовцов Михайло Леонтійович — український письменник, краєзнавець, природоохоронець.
- Верцман Ізраїль Юхимович — радянський літературознавець і естетик, кандидат філологічних наук, член Спілки письменників СРСР.
- Волошенюк Іван Степанович — письменник, заслужений журналіст України.
- Гаєвський Іван Тимофійович — полковник Дієвої армії УНР, комендант Могилева-Подільського у 1919 р.[14]
- Герасевич Євген Анатолійович (1982—2015) — старший солдат Збройних сил України, загинув у боях за Дебальцеве.
- Глинський Іван Володимирович — український письменник.
- Гоцуляк Марія — заслужений майстер народної творчості, Член Національної Спілки майстрів народного мистецтва та Національної Спілки журналістів України, лауреат премії імені Івана Огієнка.
- Грандо Олександр Абрамович — директор-засновник Національного музею медицини України.
- Деген Йон Лазаревич — учений-медик, педагог, поет, учасник Другої світової війни, нагороджений орденами Червоного Прапора, Вітчизняної війни, вищим польським орденом «Віртуті мілітарі». Першим виконав успішну реплантацію передпліччя.
- Каплан Лев Борисович — український графік.
- Карабіневич Микола Сильвестрович — діяч Української автокефальної православної церкви, архієпископ.
- Кафарський Юрій Дамазійович — український живописець і скульптор.
- Коган-Шац Матвій Борисович (1911—1989) — український художник.
- Копестинський Іван Григорович — генерал-хорунжий Дієвої армії УНР.[15]
- Лозінський Олександр Миколайович — український військовик, учасник російсько-української війни[16]
- Малішевський Вітольд Йосипович — видатний польський і російський композитор, педагог і суспільний діяч, засновник і ректор Одеської консерваторії.
- Марчук Микола Павлович (1944—1999) — український російськомовний літератор.
- Мосендз Леонід Маркович (1897—1948) — український поет, прозаїк, есеїст, гуморист.
- Наєв Сергій Іванович — український військовик, генерал-лейтенант, командувач об'єднаних сил в Донбасі.
- Пяртлі Костянтин Петрович (1899—1986) — український економіко-географ, кандидат географічних наук, декан географічного факультету Київського національного університету імені Тараса Шевченка.
- Саволюк Сергій Іванович — український хірург, завідувач кафедрою Національної медичної академії післядипломної освіти ім. П. Л. Шупика.
- Сарабун Іван Григорович (1878—1938) — український громадський діяч у Харбіні (Китай)
- Свідзинський Анатолій Вадимович — український фізик, культуролог, перший ректор Волинського державного університету, народився в місті.
- Фліт Петро Борисович — український скульптор.
- Халіфман Йосип Аронович — письменник-натураліст, популяризував знання про ентомологію, лауреат Сталінської премії за книгу «Бджоли».
- Шлойме Ройтман (Ройтман Соломон Іделевич) — єврейський літературознавець і поет.
- Слівка Ігор Іванович (1970—2022) — сержант Збройних Сил України загинув 22 лютого 2022 року.

## Географія

### Географія
Місто розташоване на південному заході Вінницької обл. в яру, утвореному річкою Дністер та іншими ярами (Карпівський яр), які утворені річками, що входять до басейну Дністра (Дерло, Немія тощо). У період танення снігу і після дощів днищами балок та схилами ярів протікають тимчасові водостоки.
Середня висота над рівнем моря 80 м.

### Клімат
Місто розташоване в перехідній між помірним континентальним та морським кліматом зоні. Найтепліший місяць — липень із середньою температурою 20 °C (68 °F). Найхолодніший місяць — січень, із середньою температурою -2.8°С (27 °F).
| Клімат Могилева-Подільського | Клімат Могилева-Подільського | Клімат Могилева-Подільського | Клімат Могилева-Подільського | Клімат Могилева-Подільського | Клімат Могилева-Подільського | Клімат Могилева-Подільського | Клімат Могилева-Подільського | Клімат Могилева-Подільського | Клімат Могилева-Подільського | Клімат Могилева-Подільського | Клімат Могилева-Подільського | Клімат Могилева-Подільського | Клімат Могилева-Подільського |
| Показник                     | Січ.                         | Лют.                         | Бер.                         | Квіт.                        | Трав.                        | Черв.                        | Лип.                         | Серп.                        | Вер.                         | Жовт.                        | Лист.                        | Груд.                        | Рік                          |
| Абсолютний максимум, °C      | 13                           | 20                           | 23                           | 27                           | 31                           | 32                           | 35                           | 36                           | 32                           | 27                           | 17                           | 15                           | 36                           |
| Середній максимум, °C        | 0                            | 1                            | 7                            | 15                           | 21                           | 23                           | 25                           | 25                           | 21                           | 14                           | 6                            | 2                            | 13                           |
| Середня температура, °C      | −2                           | −1                           | 3                            | 10                           | 15                           | 18                           | 20                           | 19                           | 15                           | 9                            | 3                            | 0                            | 9                            |
| Середній мінімум, °C         | −6                           | −5                           | 0                            | 5                            | 10                           | 13                           | 14                           | 13                           | 10                           | 4                            | 0                            | −2                           | 5                            |
| Абсолютний мінімум, °C       | −30                          | −26                          | −18                          | −4                           | 0                            | 3                            | 7                            | 3                            | −5                           | −8                           | −16                          | −22                          | −30                          |
| Днів з опадами               | 11                           | 10                           | 8                            | 10                           | 9                            | 9                            | 9                            | 6                            | 5                            | 6                            | 10                           | 12                           | 105                          |
| Днів з дощем                 | 4                            | 5                            | 6                            | 9                            | 9                            | 9                            | 9                            | 6                            | 5                            | 6                            | 7                            | 7                            | 82                           |
| Днів зі снігом               | 8                            | 7                            | 4                            | 1                            | 0                            | 0                            | 0                            | 0                            | 0                            | 1                            | 3                            | 7                            | 31                           |
| ---------------------------- | ---------------------------- | ---------------------------- | ---------------------------- | ---------------------------- | ---------------------------- | ---------------------------- | ---------------------------- | ---------------------------- | ---------------------------- | ---------------------------- | ---------------------------- | ---------------------------- | ---------------------------- |
| Джерело: Weatherbase         |                              |                              |                              |                              |                              |                              |                              |                              |                              |                              |                              |                              |                              |

### Ґрунти
Ґрунти міста та околиць переважно — чорноземи.

## Міжнародне співробітництво
Для розвитку економічної та культурної співпраці між громадою Могилева-Подільського та містами інших держав, місто розширює та розвиває міжнародне співробітництво.
Могилів-Подільський має 9 міст-побратимів:
- Бахмут, Україна
- Козятин, Україна
- Конське, Польща
- Поланець, Польща
- Сьрода-Великопольська, Польща
- Бєльці, Молдова
- Пітешть, Румунія
- Шаля, Словаччина
- Каврилья, Італія

## Галерея

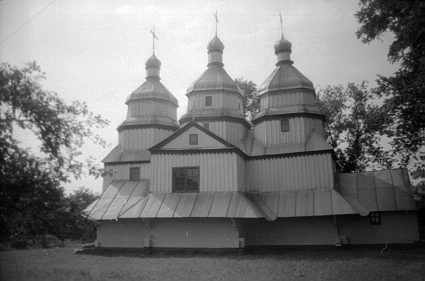
Могилів-Подільський (Немійська церква)
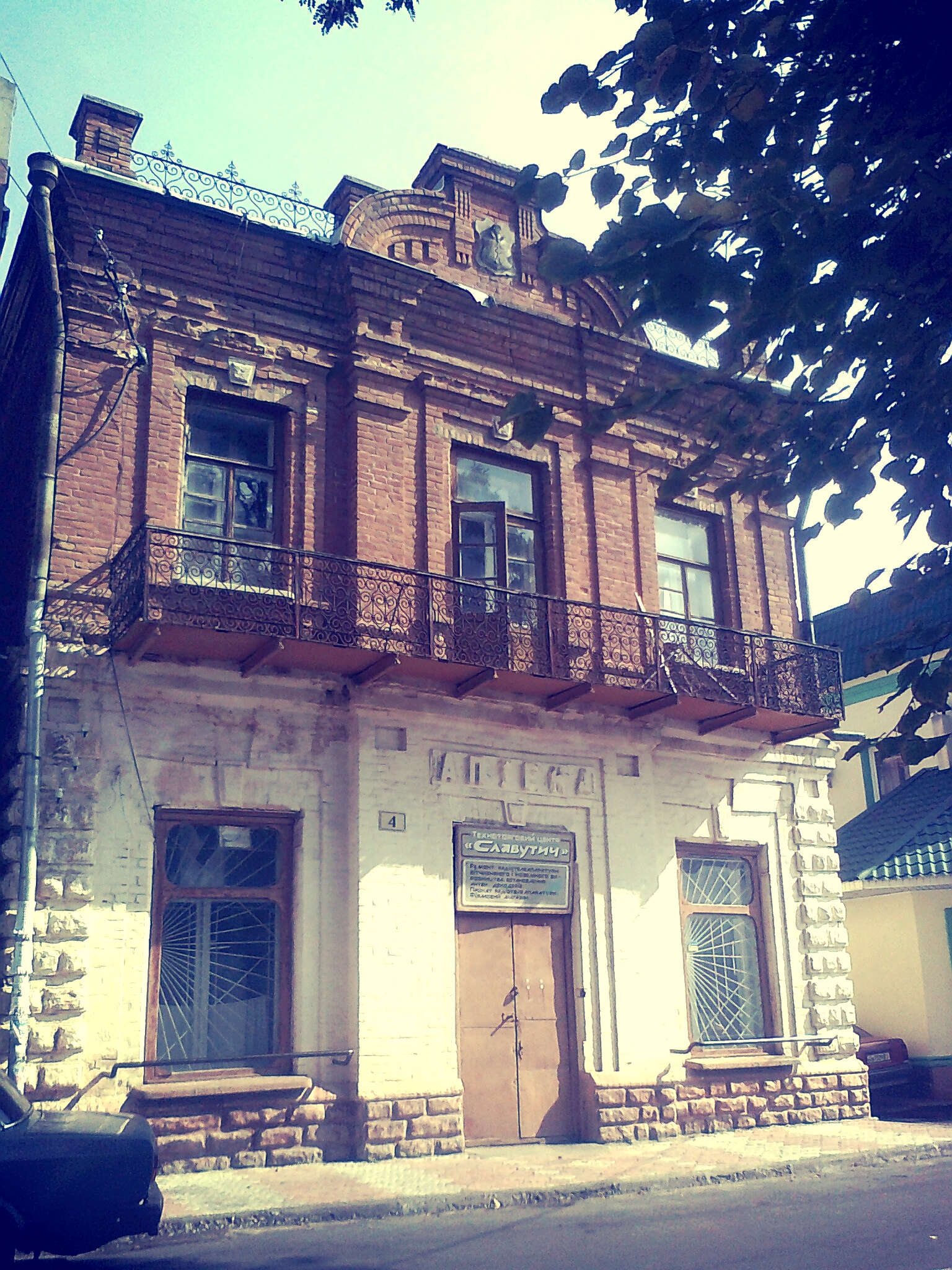
Пам'ятка архітектури 19 ст.
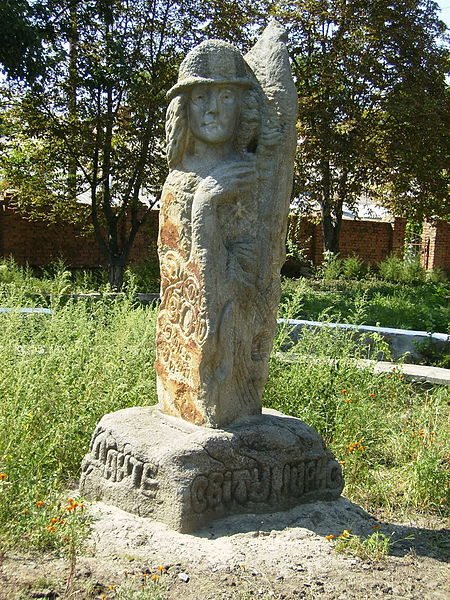
Пам'ятник Джону Леннону
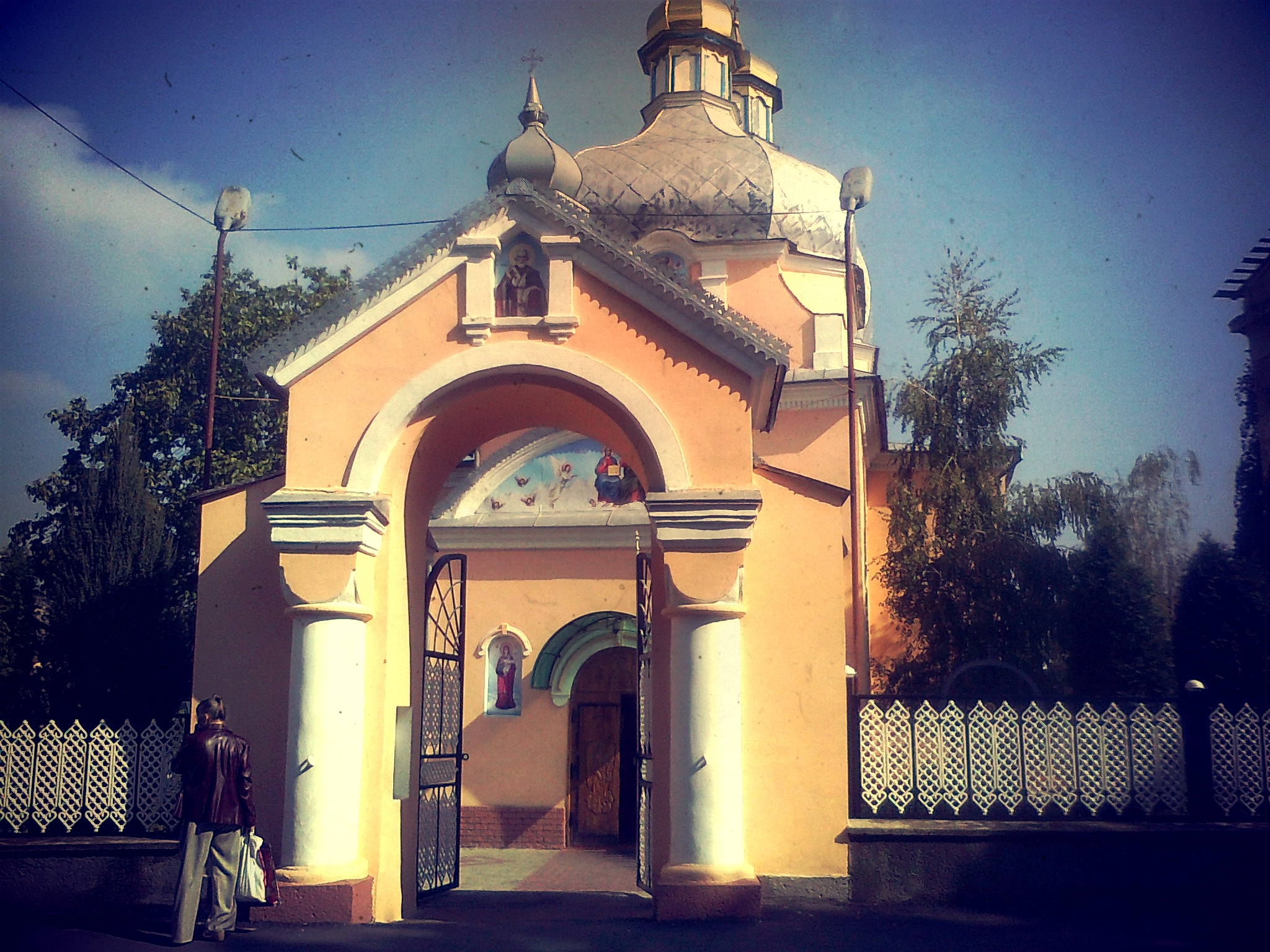
Миколаївська церква
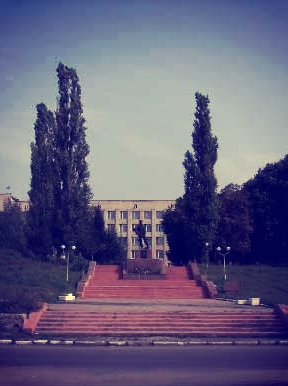
Пам'ятник Національному герою Італії М.Буянову
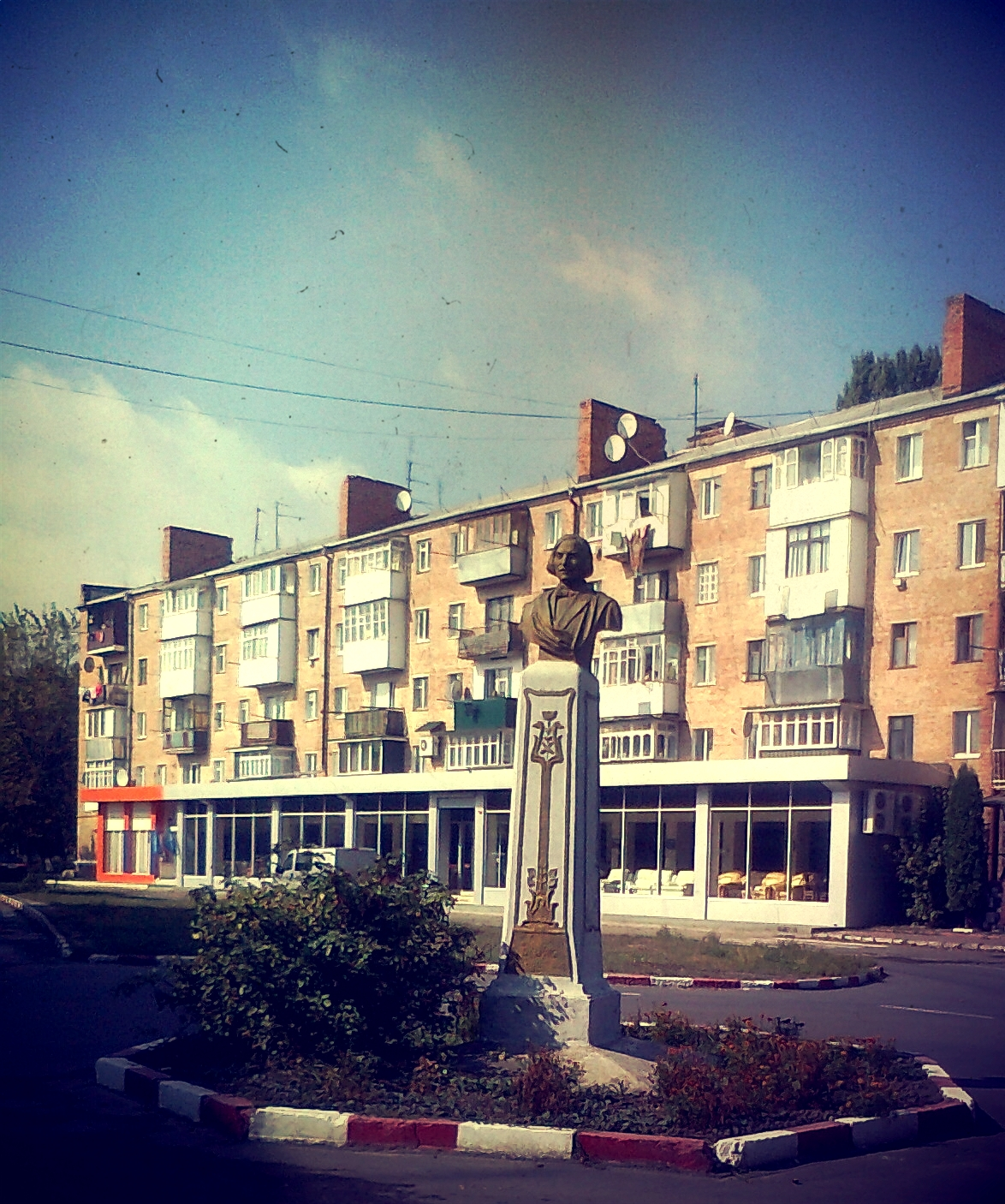
Пам'ятник Миколі Гоголю
Торговельний комплекс купця
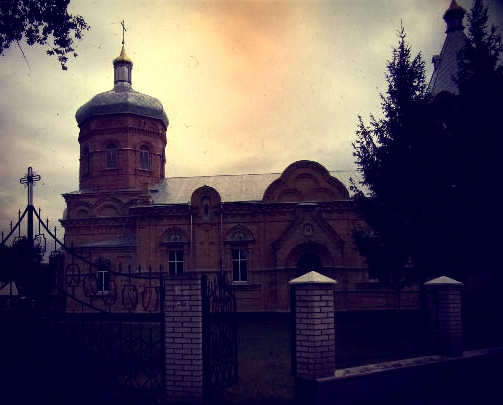
Церква св. Олександра Невського
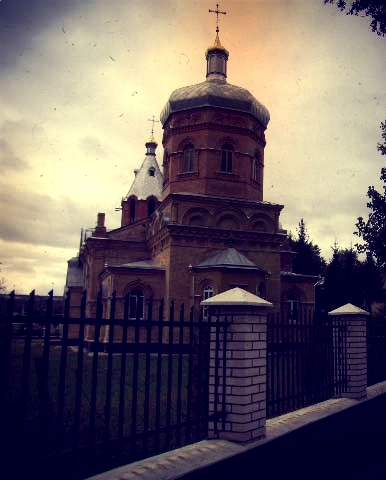
Церква св. Олександра Невського
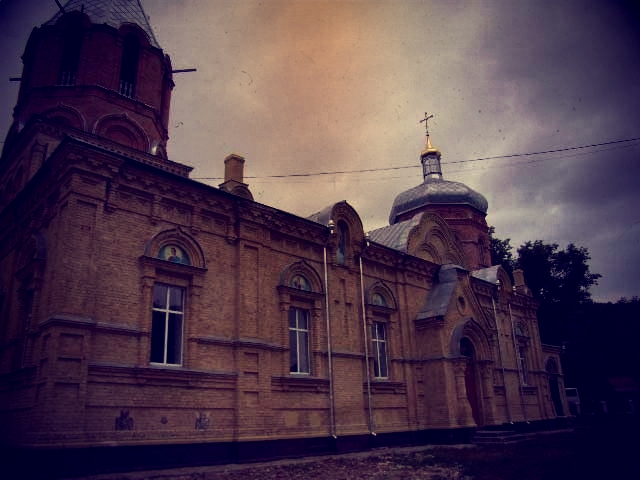
Церква св. Олександра Невського
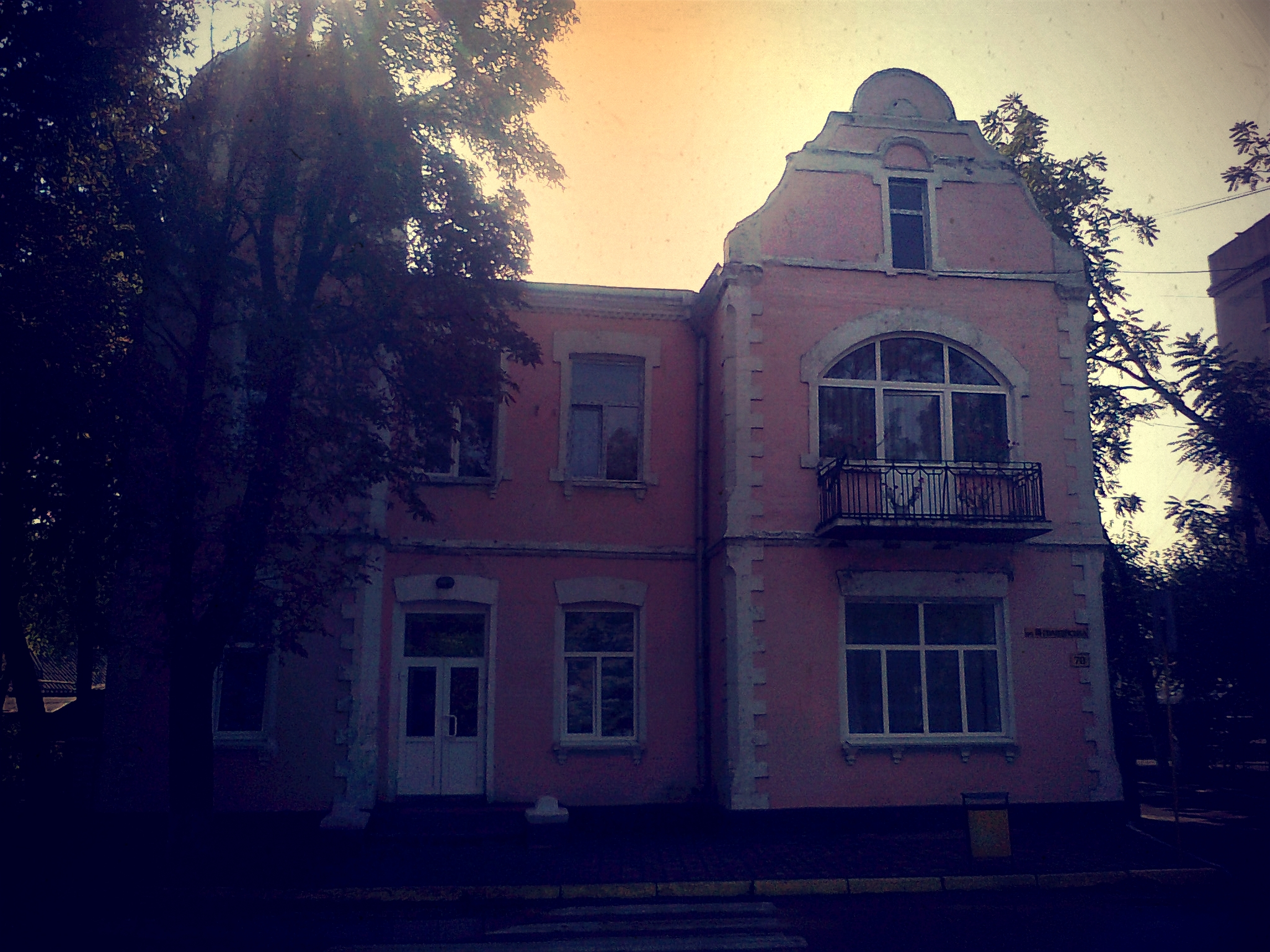
Пам'ятка архітектури
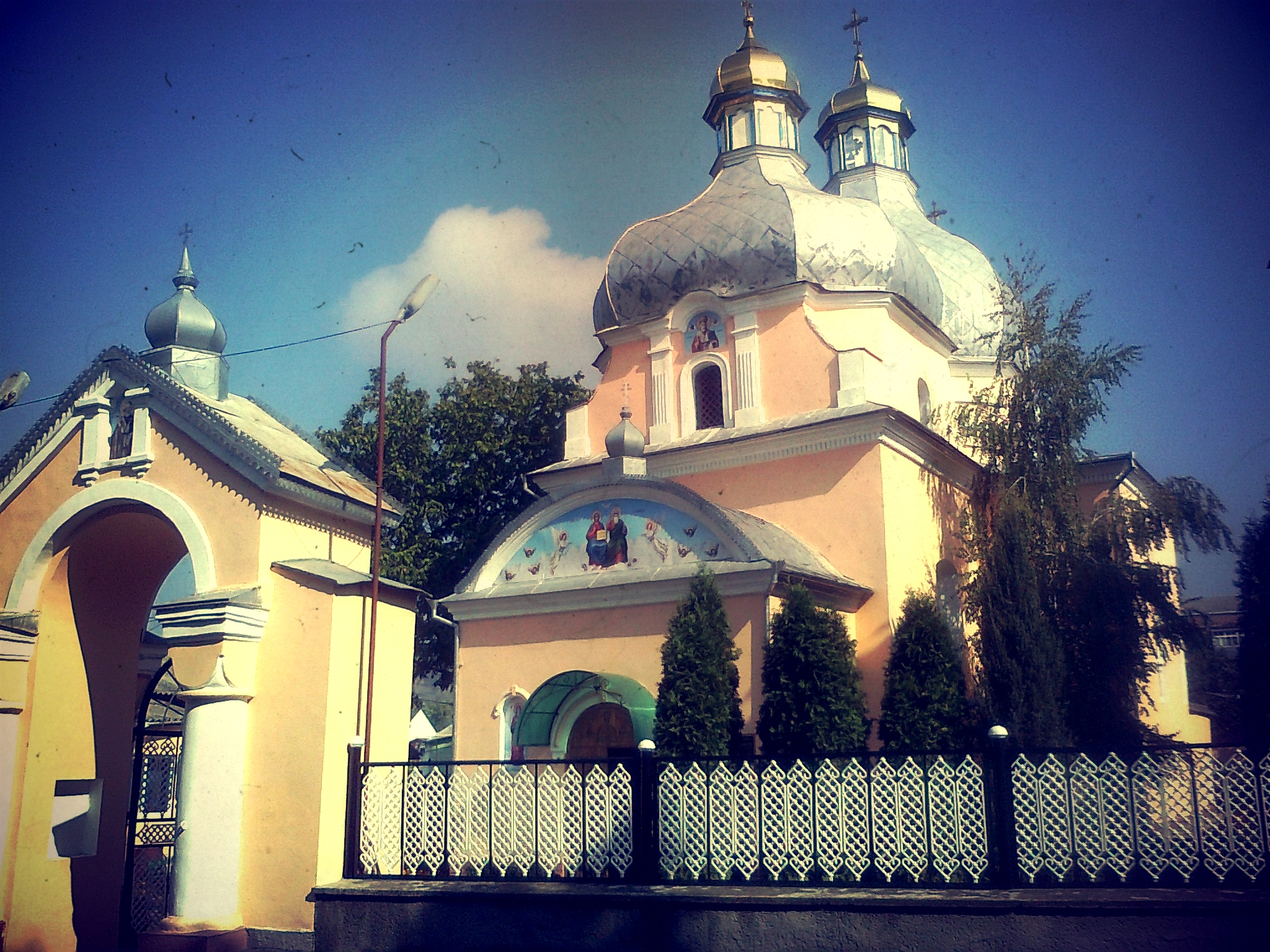
Миколаївська церква
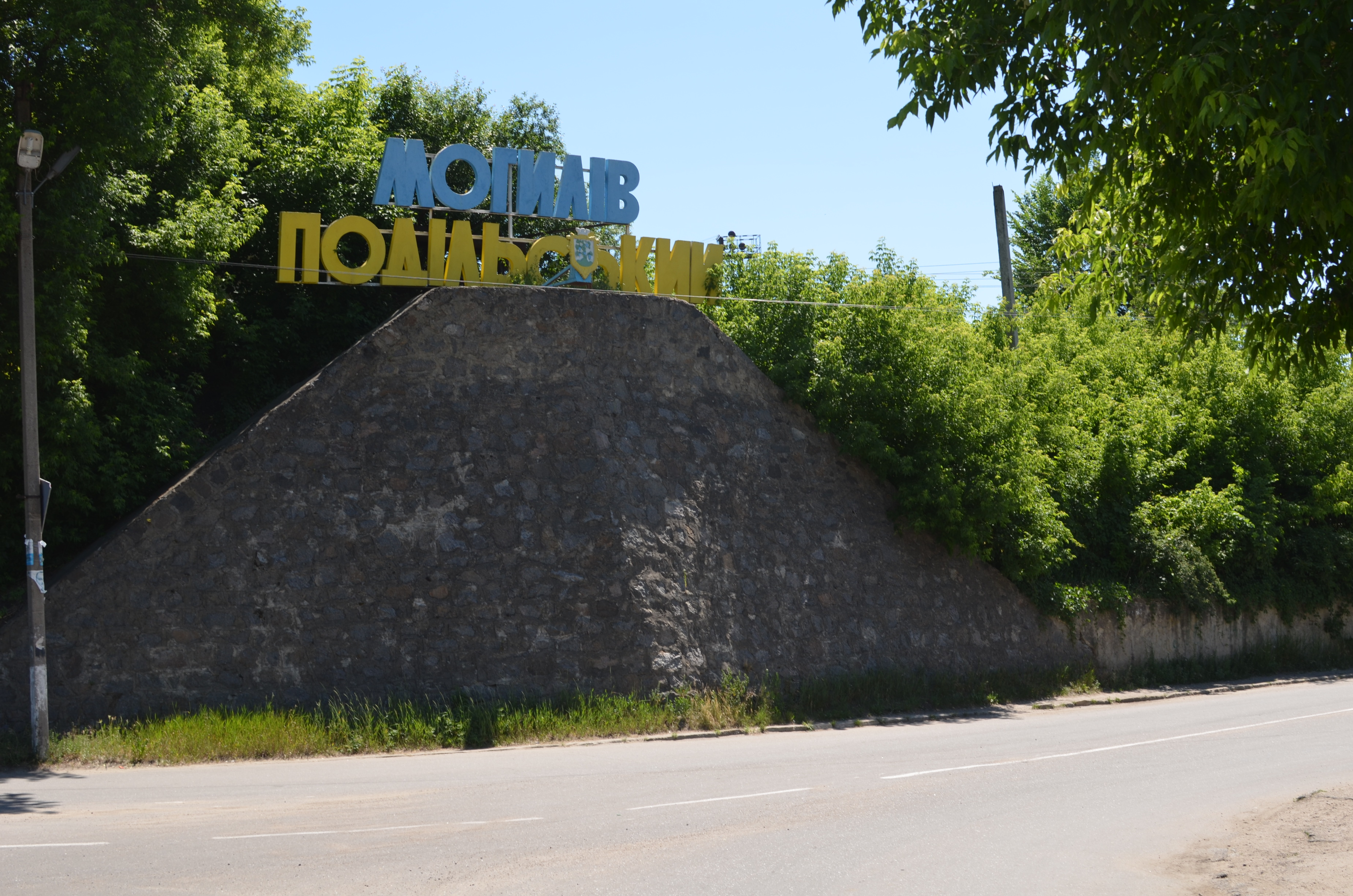
Знак при в'їзді до міста з боку села Немія
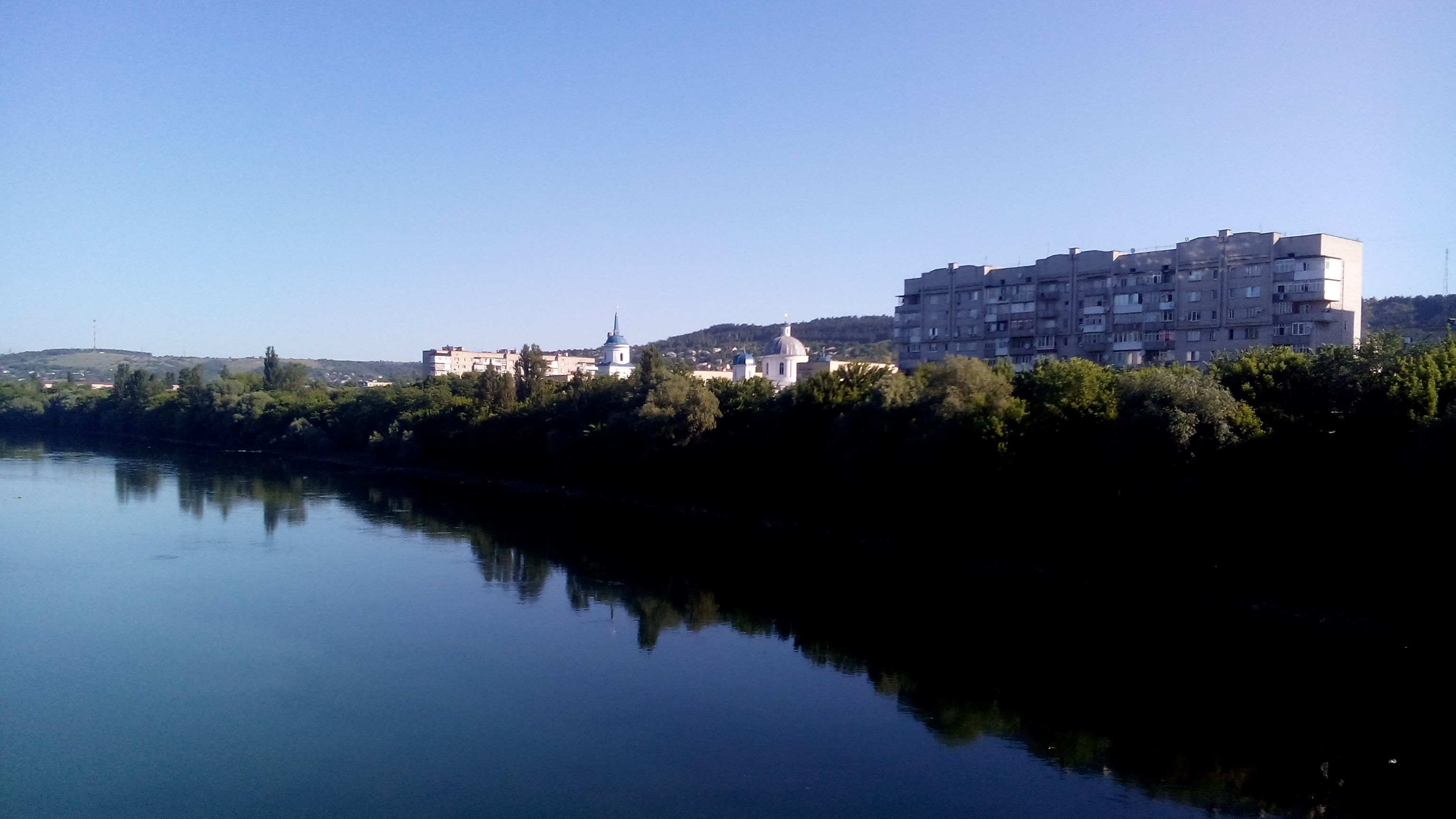
Вид на місто з мосту через Дністер